# Quecksilberkompensation

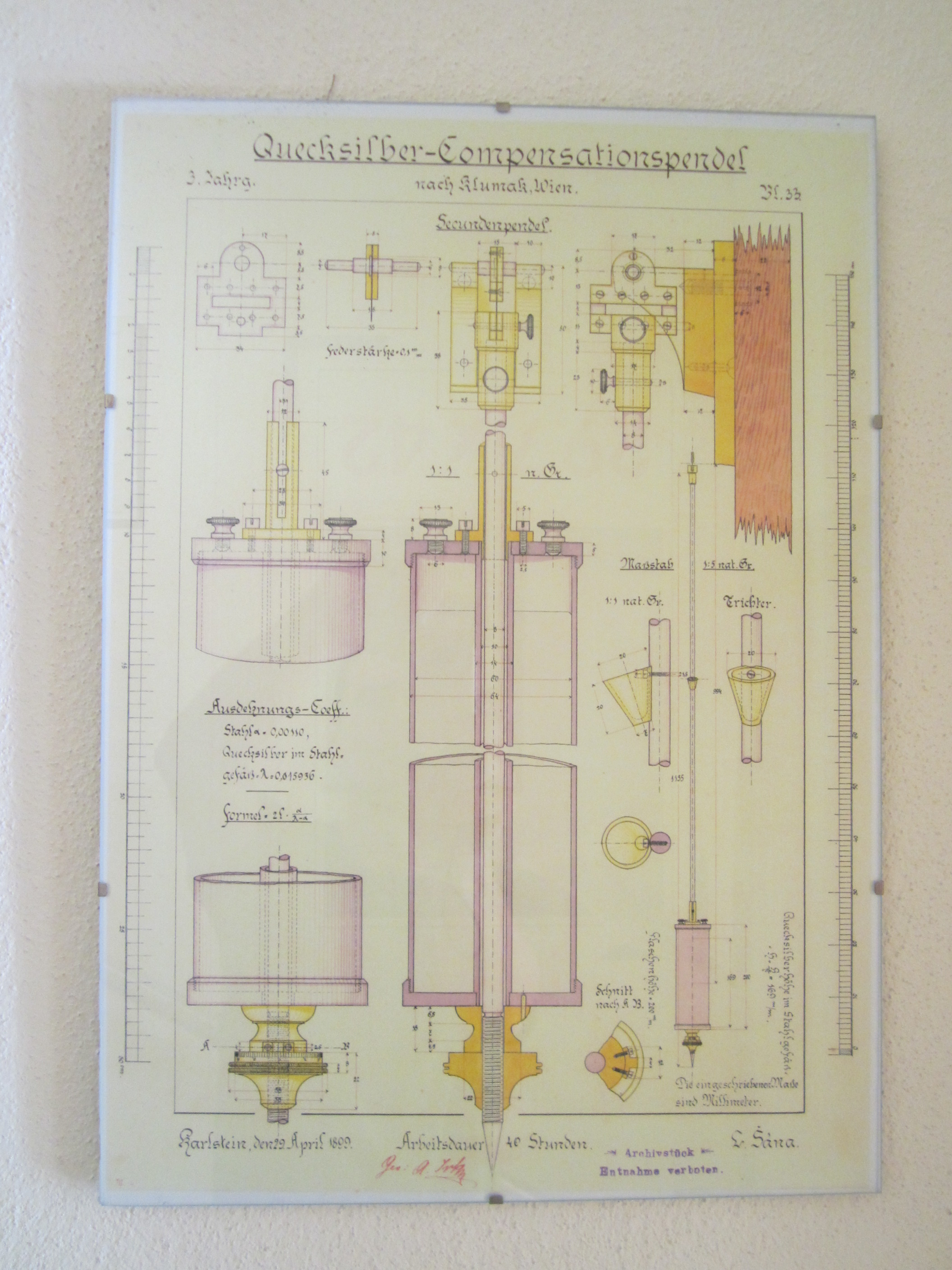
Konstruktionszeichnung eines Quecksilber-Kompensationspendel im Uhrenmuseum Karlstein an der Thaya (Österreich)

Die Quecksilberkompensation ist eine Methode zur Kompensation des Temperaturfehlers von Uhren. Sie wurde vor allem bei Pendeluhren angewandt.
Im 18. Jahrhundert entdeckte man, dass sich die große Wärmeausdehnung des Quecksilbers nutzen lässt, um den Einfluss der Temperatur auf den Gang einer Pendeluhr weitgehend aufzuheben und damit deren Ganggenauigkeit zu steigern.
1726 entwickelte der Engländer George Graham ein mit Quecksilber gefülltes Pendel, das bei Erwärmung die Dehnung der Pendelstange ausgleicht und somit eine Temperaturkompensation bewirkt. Als Pendelgewicht dient ein Behälter mit Quecksilber; durch die Ausdehnung des Quecksilbers bei Wärme (und damit das Steigen des Quecksilberspiegels im Behälter) verschiebt sich der Schwerpunkt nach oben. Damit gleicht das Quecksilber die Wärmedehnung der Pendelstange (und damit die Verschiebung des Schwerpunkts nach unten) aus. Die Abmessungen der Pendelteile, die verwendeten Materialien und die Menge des Quecksilbers müssen so aufeinander abgestimmt sein, dass die beiden Effekte sich gegenseitig wie gewünscht aufheben. Als Behälter für das Quecksilber verwendete man häufig Glasröhren, in denen das silbrig glänzende Quecksilber zudem dekorativ wirkt.
Später baute man Kompensationspendel aus Metallstäben (Rostpendel) und noch später das Riefler-Pendel.
Auch bei nicht mit einem Pendel arbeitenden Uhren kann man durch Quecksilber eine Kompensation erreichen: Da die Unruhen damals aus einfachen Metallen hergestellt wurden, welche sich bei Temperaturänderung dehnen oder zusammenziehen, ergab sich das Problem einer nicht unerheblichen Ungenauigkeit der Zeitmessung. Der Franzose Pierre Le Roy entwickelte um 1770 eine Kompensationsunruh mit einem geschlossenen Metallreif, auf dem zwei kleine Quecksilberthermometer zur Kompensation angebracht waren. Erst 1880, mit der Einführung von Bimetall-Unruhen, bekam man den Temperaturfehler von Unruh-Uhren einfacher in den Griff.